# Damnacanthus officinarum
Damnacanthus officinarum är en måreväxtart som beskrevs av Cheng Chiu Huang. Damnacanthus officinarum ingår i släktet Damnacanthus och familjen måreväxter. Inga underarter finns listade i Catalogue of Life.